# Colibri à queue en ciseaux
Hylonympha macrocerca
Genre
Espèce
Statut de conservation UICN

 EN B1ab(ii,iii) : En danger
Statut CITES
Le Colibri à queue en ciseaux (Hylonympha macrocerca) unique représentant du genre Hylonympha, est une espèce de colibris de la sous-famille des Trochilinae et de la tribu des Lampornithini.

## Distribution
Le Colibri à queue en ciseaux est endémique de la péninsule de Paria (Venezuela).

Carte de répartition de l'espèce

## Référence
(en) « Neotropical Birds Online », Cornell Lab of Ornithology, 18 août 2011